# 孫楚 (西晉)
孫楚（3世纪？—293年），字子荊，太原中都（今山西省平遥县西北）人。西晉官员、詩人。曹魏驃騎將軍孫資之孫，南陽郡太守孫宏之子。

## 生平
出身於官宦世家，史稱其“才藻卓絕，爽邁不群”。少時想要隱居，对王济说：“当枕石漱流”，不小心说成了“漱石枕流”。王济反问：“流可枕，石可漱乎？”孙楚说：“所以枕流，欲洗其耳；所以漱石，欲砺其齿。”身為中正的王濟“狀”孫楚為「天材英博，亮拔不群」，為鎮東將軍石苞的參軍，為石苞寫一封勸降信給孫皓（《為石仲容與孫皓書》）。
後好友王济去世，孫楚出席其葬禮。
晉惠帝初為馮翊郡太守。元康三年（293年）卒於任上。著有文集六卷，也為曹魏將官牽招刻過碑文。

## 家庭
妻：胡毋氏
三子
- 孙众，未仕而早终
- 孙洵，《晉書·孫盛傳》作孫恂，官至潁川太守[6]
- 孙纂，封長樂侯[7]

孙
- 孫盛，孫洵子，比孫統年幼、比孫綽年长。[8][9]
- 孙统，孫纂子
- 孙绰，孫統弟，襲父爵

## 延伸阅读
[在维基数据编辑]
 在维基文库阅读此作者作品
 《晉書·卷056》，出自房玄齡《晉書》